# Hertog Jan
Hertog Jan (Duc Jean, en référant au duc Jean Ier de Brabant) est une marque de bière néerlandaise qui, depuis 1995, fait partie du groupe international Anheuser-Busch InBev.

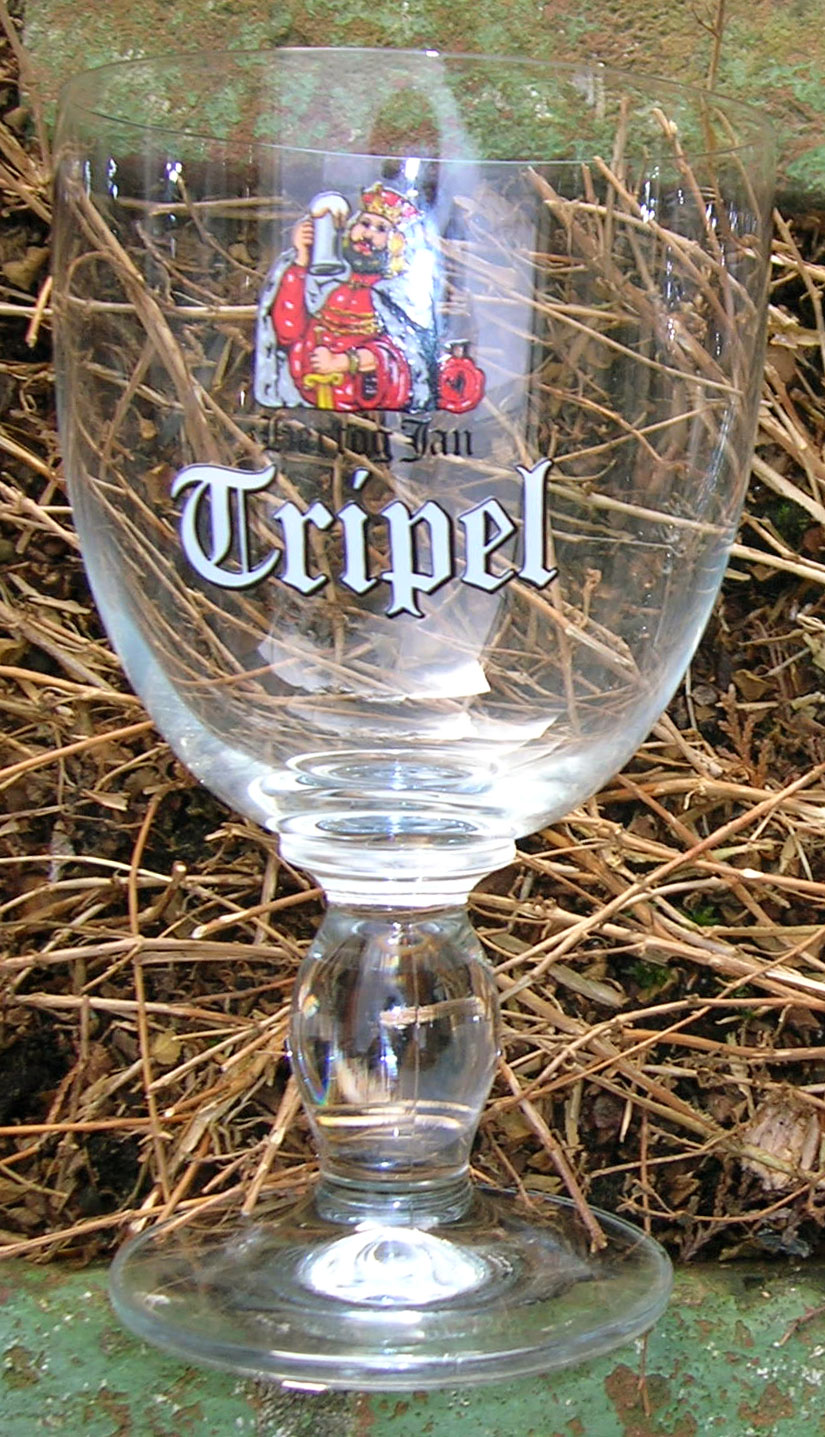
Un verre de triple Hertog Jan.

La marque est étroitement liée à la brasserie limbourgeoise Arcense Stoombierbrouwerij, située à Arcen, même si un certain nombre de bières ont été longtemps brassées à Dommelen chez Dommelsch. En 1998, le nom traditionnel de cette brasserie, évoquant les machines à vapeur utilisées, a été modifié en Hertog Jan Brouwerij.
La bière Hertog Jan a emprunté son nom au duc Jean Ier de Brabant, qui, d'après les légendes, aimait les fêtes bien arrosées de bières et est parfois considéré comme étant Gambrinus, symbole des amateurs de bière.
En plus de sa bière blonde, Hertog Jan est connu pour ses bières à fermentation haute, brassées de manière artisanale.

## Source
- (nl) Cet article est partiellement ou en totalité issu de l’article de Wikipédia en néerlandais intitulé « Hertog Jan » (voir la liste des auteurs).